# Unappreciated (песня)
«Unappreciated» — песня R&B группы Cherish. Это второй сингл их дебютного альбома Unappreciated. Он был выпущен в сентябре 2006 года под руководством Jazze Pha (Джаззи Фа). Сингл дебютировал в Billboard Hot 100 на 98 месте и в итоге достиг 41 строки. В Billboard Hot R&B/Hip-Hop Songs и Hot R&B/Hip-Hop Airplay он достиг 14 места.

## История песни
«Unappreciated» была написана двумя участница Cherish — старшими сестрами Фаррой и Неоши.
Песня посвящена мужчине и женщине, у которых не все в порядке в отношениях. Женщина считает, что её не ценят, и она не получает того, чего хочет. Она утверждает, что мужчина принимает её любовь как нечто, само собой разумеющееся, и больше не говорит ей, что любит её.

## Чарты
| Чарт (2006)                  | Лучшая позиция |
| ---------------------------- | -------------- |
| США Billboard Hot 100        | 41             |
| США Hot R&B/Hip-Hop Songs    | 14             |
| США Pop 100                  | 65             |
| Японский чарт синглов ORICON | 38             |
| Чарт синглов Великобритании  | 187            |
| R&B чарт Великобритании      | 107            |